# غان روي
غان روي (بالصينية: 甘锐) (11 يناير 1985 بتشونغتشينغ في الصين - ) هو لاعب كرة قدم صيني في مركز الوسط. لعب مع نادي تشونغتشينغ ليانغجيانغ ونادي تشنغدو رونجتشينغ.

## وصلات خارجية
- غان روي على موقع Soccerway.com (الإنجليزية)